# Sisyphus laoticus
Sisyphus laoticus är en skalbaggsart som beskrevs av Gilbert John Arrow 1927. Sisyphus laoticus ingår i släktet Sisyphus och familjen bladhorningar. Inga underarter finns listade i Catalogue of Life.